# Christiane Huth
Christiane Huth (Suhl, 12 settembre 1980) è una canottiera tedesca, vincitrice della medaglia d'argento nel 2 di coppia a Pechino 2008.

## Palmarès
- Olimpiadi

Pechino 2008: argento nel 2 di coppia.
- Campionati del mondo di canottaggio

2006 - Eton: bronzo nel 4 di coppia.
2009 - Poznań: bronzo nel 4 di coppia.